# الماوين
الماوين: أحد مراكز إمارة منطقة عسير، تقع في شمال أبها على مسافة 60 كيلاً. ويقطنها 2559 نسمة.